# Wundersame Brotvermehrung

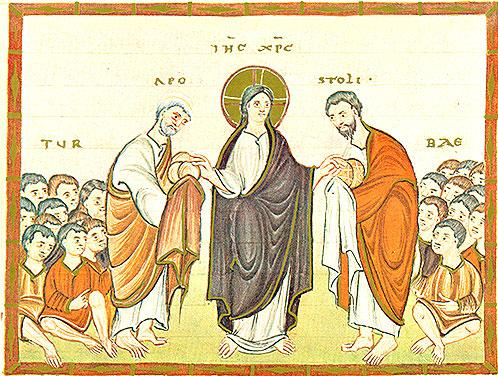
Wundersame Brotvermehrung, Darstellung im Codex Egberti, um 980–993 n. Chr. (Stadtbibliothek Trier, Ms. 24, fol. 47v.)

Als Wundersame Brotvermehrung werden zwei Wunder Jesu bezeichnet, bei denen es am See Genezareth gelang, mit einer äußerst geringen Menge an Nahrungsmitteln mehrere Tausend Menschen zu speisen und satt zu machen. Vom ersten der beiden Wunder, der „Speisung der Fünftausend“, wird in allen vier biblischen Evangelien erzählt. Die „Speisung der Viertausend“ als zweites Wunder dieser Art ist nur im Matthäus- und im Markusevangelium zu finden.

## Handlung

### Speisung der 5000
Die Wundererzählung beginnt mit einem Ortswechsel: Jesus und seine Jünger begeben sich mit einem Boot über den See Genezareth in eine einsame Gegend. Vor der Bevölkerung bleibt das nicht unbemerkt, sodass eine Menschenmenge ihnen zu Fuß nachfolgt und sogar noch vor ihnen am Ufer eintrifft (Mk 6,33 ).

„Als er ausstieg, sah er die vielen Menschen und hatte Mitleid mit ihnen; denn sie waren wie Schafe, die keinen Hirten haben. Und er lehrte sie lange.“

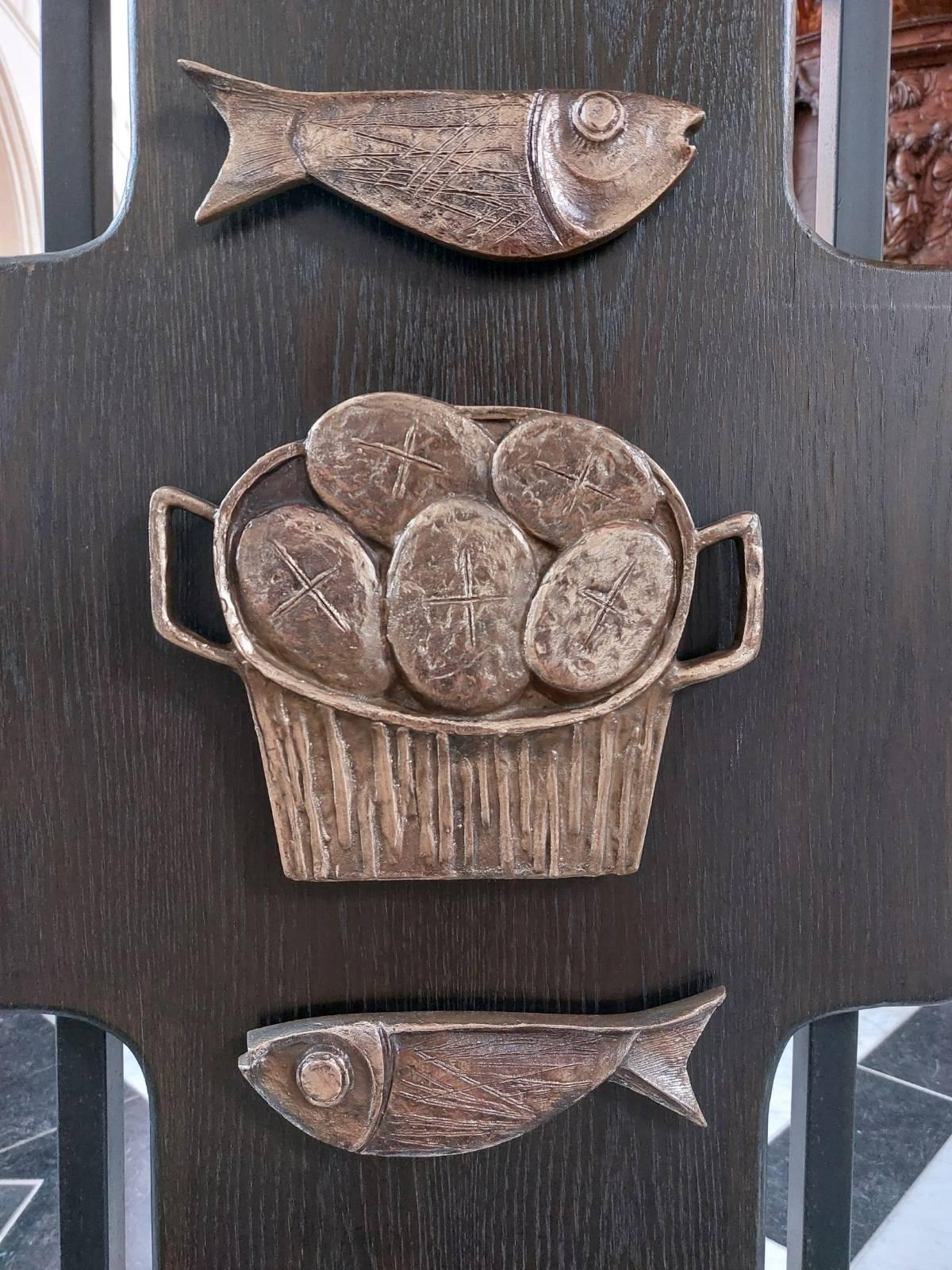
Altargestaltung zur Bibelgeschichte der Speisung der 5000

Der Evangelist Lukas beschreibt, dass Jesus dabei über das Reich Gottes gesprochen hat. Zudem hat er Kranke, die sich in der Menschenmenge befunden haben, geheilt. Als es Abend wird, raten ihm die Jünger, die Menschen wegzuschicken, sodass sie in den umliegenden Dörfern Herberge finden und Essen zu sich nehmen können (Lk 9,11f. ).

„Er erwiderte: ‚Gebt ihr ihnen zu essen!‘“

Daraufhin wenden die Jünger (im Johannesevangelium wird als Sprecher explizit Philippus genannt, Joh 6,7 ) ein, dass wohl nicht einmal 200 Silbergroschen ausreichen würden, um für jeden Anwesenden ein wenig Nahrung zu kaufen. Jesus fordert die Jünger auf, nachzusehen, wie viele Nahrungsmittel da seien. Nachdem die Jünger nachgesehen haben, berichten sie Jesus, dass sie lediglich fünf Brote und zwei Fische hätten finden können. Der Evangelist Johannes wird hier ausführlicher und beschreibt, dass die fünf Gerstenbrote und die zwei Fische von einem Jungen mitgebracht worden sind, den der Jünger Andreas ausfindig machen konnte (Joh 6,9 ). Anschließend setzt die eigentliche Wunderhandlung ein, die hier beispielhaft aus dem Johannesevangelium zitiert wird:

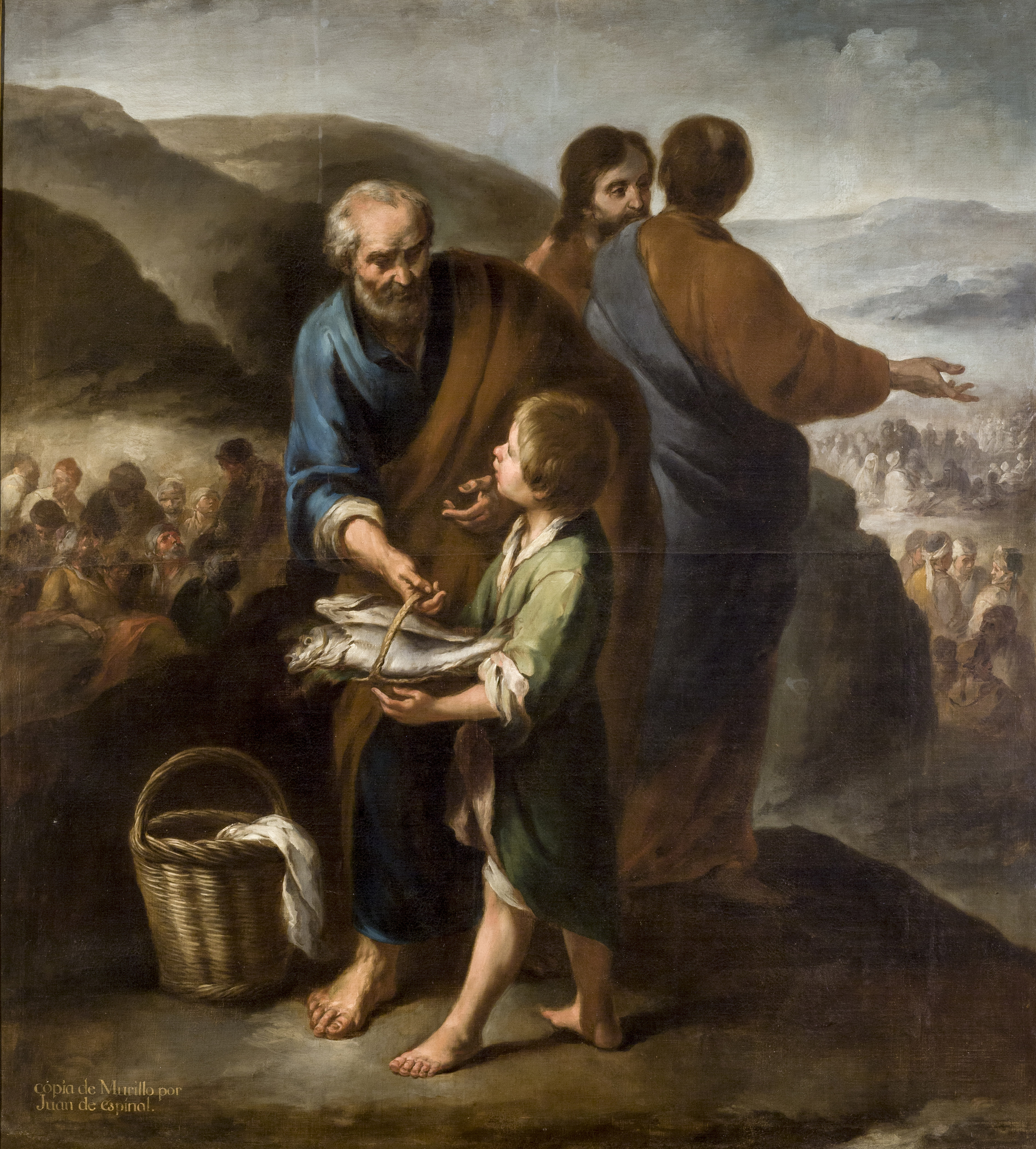
Der Jünger Andreas mit dem Jungen, der nach Joh 6,9 die Brote und die Fische mitgebracht hatte (Juan de Espinal: Milagro de los panes y los peces, Gemälde im Rathaus von Sevilla)

„Jesus sagte: ‚Lasst die Leute sich setzen!‘ Es gab dort nämlich viel Gras. Da setzten sie sich; es waren etwa fünftausend Männer.
Dann nahm Jesus die Brote, sprach das Dankgebet und teilte an die Leute aus, so viel sie wollten; ebenso machte er es mit den Fischen.
Als die Menge satt geworden war, sagte er zu seinen Jüngern: ‚Sammelt die übrig gebliebenen Brocken, damit nichts verdirbt!‘ Sie sammelten und füllten zwölf Körbe mit den Brocken, die von den fünf Gerstenbroten nach dem Essen übrig waren.
Als die Menschen das Zeichen sahen, das er getan hatte, sagten sie: ‚Das ist wirklich der Prophet, der in die Welt kommen soll.‘“

Der Ort des Ereignisses wird in den Evangelien auf einen Berg (Joh 6,3 ) in der Nähe der Stadt Betsaida (Lk 9,10 ) eingegrenzt. Den Zeitpunkt der Speisung der 5000 gibt das Johannesevangelium als kurz vor dem Passafest (Joh 6,4 ) an.

### Speisung der 4000
In einer Dopplung des Matthäus- (15,32–39 ) und des Markusevangeliums (8,1–10 ) wird noch von einer „Speisung der Viertausend“ erzählt.

## Deutung
Von der heutigen Theologie werden die wundersamen Brotvermehrungen zusammen mit dem Weinwunder bei der Hochzeit zu Kana, den wunderbaren Fischfängen und mitunter auch der Erzählung von der Münze im Fischmaul als Geschenkwunder Jesu bezeichnet. Man spricht von Geschenkwundern, da Jesus hier „materielle Güter in wunderbarer Weise zur Verfügung stellt“. Wie bei allen Geschenkwundern spielt sich die eigentliche Wunderhandlung, hier die Vermehrung von Broten und Fischen, unauffällig ab. Bisweilen werden die wundersamen Brotvermehrungen jedoch auch den Rettungswundern zugeordnet, da „deren Thema die Rettung von Menschen aus akuten äußeren Notsituationen […] ist, wobei sich das Wunder an sachlichen Gegenständen wie […] Nahrungsmitteln vollzieht“.
Innerhalb der von Jesus überlieferten Wundererzählungen nimmt die „Speisung der 5000“ eine besondere Stellung ein, da sie „das einzige Wunder [ist], das von allen vier Evangelisten berichtet wird“.
- Sowohl zur Zeit Jesu als auch heute ist Brot ein wichtiges Nahrungsmittel, das aber „in dieser Welt [...] nicht dauerhaft sättigen“[5] kann. Bereits das Alte Testament stellt darüber hinaus fest, „dass der Mensch nicht von dem materiellen Brot allein leben kann, sondern die geistliche Nahrung seines Gottes braucht (5. Mose 8,3)“.[6] Jesus sagt über sich selbst: „Ich bin das Brot des Lebens; wer zu mir kommt, wird nie mehr hungern, und wer an mich glaubt, wird nie mehr Durst haben.“ (Joh 6,35 EU) Diese Aussage macht deutlich, dass „letztlich nur der an Jesus Glaubende“[6] die oben angesprochene geistliche Nahrung Gottes gewinnt und in jenseitiger Gemeinschaft mit Gott weder an körperlichen noch an seelischen Bedürfnissen leiden wird. Speisungen und Mähler, die von Jesus gefeiert werden, gäben so einen Ausblick auf das zukünftige Reich Gottes und seien mit Hoffnung verbundene „Hinweiszeichen auf künftige Vollendung, Vorwegnahme künftigen Heils“.[5]
- Die Speisung der 5000 und jene der 4000 weisen starke Parallelen auf, in der Aussage und Botschaft der Wunder werden jedoch Unterschiede offenbar. Während sich das zuerst geschehene Wunder, die Speisung der 5000, „geographisch in der Umgebung von Jesu Heimatort und damit in einem jüdischen Gebiet abspielt, findet die Speisung der 4000 im Gebiet der sog. Dekapolis („Zehn Städte“) statt“.[7][8] Dieser Landstrich war überwiegend nicht von Juden bewohnt. Besonders zur Zeit Jesu wurden gemeinsame Essen zwischen Juden und Nichtjuden aufgrund der jüdischen Speisevorschriften vermieden. Die Tatsache, dass Jesus und seine Jünger dennoch mit den Bewohnern der Dekapolis gegessen haben, verdeutlicht, dass das Wirken und die Botschaft Jesu nicht nur den Juden gilt, sondern für alle Völker eine Bedeutung besitzt. Der Evangelist Markus beschreibe damit „die gelebte Gottesherrschaft – d. h. den gottgewollten Zustand menschlichen Zusammenlebens, in dem Gott unter den Menschen wohnt – nicht allein auf das jüdische Volk begrenzt [...], sondern schon zu Lebzeiten über diese Exklusivität hinausgegangen [...] und die Botschaft von Gottes Herrschaft, dem Friedensreich, das Gott unter den Menschen aufrichte, an alle Menschen gerichtet“.[7]
- Im Alten Testament wird über den Propheten Elisa ebenfalls ein Speisungswunder erzählt, bei dem dieser mit zwanzig Gerstenbroten 100 Menschen um ihn satt macht (2 Kön 4,42–44 EU). Die Brotwunder Jesu, bei denen mehrere Tausend Menschen gespeist werden, wirken in diesem Zusammenhang „als ungeheure Steigerung“.[9] Die Erwartung des jüdischen Volkes, „ein neuer Prophet werde das von Elisa berichtete Speisungswunder [...] noch überbieten“[2], bewahrheitet sich somit in Jesus (sog. Überbietungschristologie). Darüber hinaus bestätigt sich dieser Deutungsansatz auch darin, dass „die Zahl der von Jesus in den synoptischen Evangelien überlieferten Wunder [...] zusammen in etwa der Zahl der Wunder“[10] entspricht, die die alttestamentlichen Propheten Elia und Elisa zusammengezählt vollbringen. Zugleich ist die wundersame Brotvermehrung für die Menschen ein Zeichen, dass es sich bei Jesus tatsächlich um den angekündigten Messias handelt.[11]
- Das Handeln Jesu bei den wundersamen Brotvermehrungen kann auch als Vorbild für das Handeln der Kirche gesehen werden. Der indische Erzbischof Geevarghese Mar Osthathios sieht in diesem Sinne in der „Geschichte der Speisung der 5000 gerade nicht eine Wundererzählung, sondern ein beispielhaftes Vorbild für die Kirche, die zu den Menschen gesandt ist, die in der Wüste dieser Welt Hunger leiden“.[12] Für ihn steht der Ausspruch Jesu „Gebt ihr ihnen zu essen!“ im Mittelpunkt.

## Wirkung

### Christliche Initiativen
- Inspiriert von der biblischen Erzählung der „Speisung der 5000“ wurde die seit 2014 bestehende Aktion 5000 Brote – Konfis backen Brot für die Welt. Deutschlandweit werden bei dieser zwischen dem Ersten Advent und dem Erntedankfest von Konfirmanden Brote gebacken und verkauft, deren Erlös Kinder- und Jugendbildungsprojekten in den ärmeren Teilen der Welt zugutekommt. Im Konfirmandenunterricht werden in diesem Zusammenhang auch die Lebensgeschichten von Jugendlichen aus den jeweiligen Ländern angesprochen, die Aktion endet häufig mit einem eigens dafür gestalteten Gottesdienst der Gemeinde. Seit Beginn der Aktion konnten „über 150.000 Brote gebacken und so eine halbe Million Euro für Jugendbildungsprojekte gesammelt“[13] werden. Veranstaltet wird die Aktion von Brot für die Welt, der Evangelischen Kirche in Deutschland und dem Zentralverband des Deutschen Bäckerhandwerks, Schirmherr ist der EKD-Ratsvorsitzende Heinrich Bedford-Strohm. 2017 wurde sie mit dem Hanns-Lilje-Initiativpreis ausgezeichnet.[14]
- Der von Jesus bei der legendären Speisung der 5000 überlieferte Ausspruch „Sammelt die übrigen Brocken, auf dass nichts umkomme.“ (Joh 6,12) ist Leitspruch für die Brockensammlung der von Bodelschwinghschen Stiftung Bethel geworden. Dieses Jesuswort wurde vom ursprünglichen Zusammenhang des Aufsammelns der übrig gebliebenen Brotbrocken übertragen auf gebrauchte, „aber gute und tragbare Kleidung, die als „übrigen Brocken“ von der Brockensammlung Bethel für bedürftige Menschen gesammelt“[15] werden.

### Kirchenbau
1982 wurde im Ort Tabgha am See Genezareth die römisch-katholische Brotvermehrungskirche erbaut, die von Benediktinern betreut wird.

### Bildende Kunst

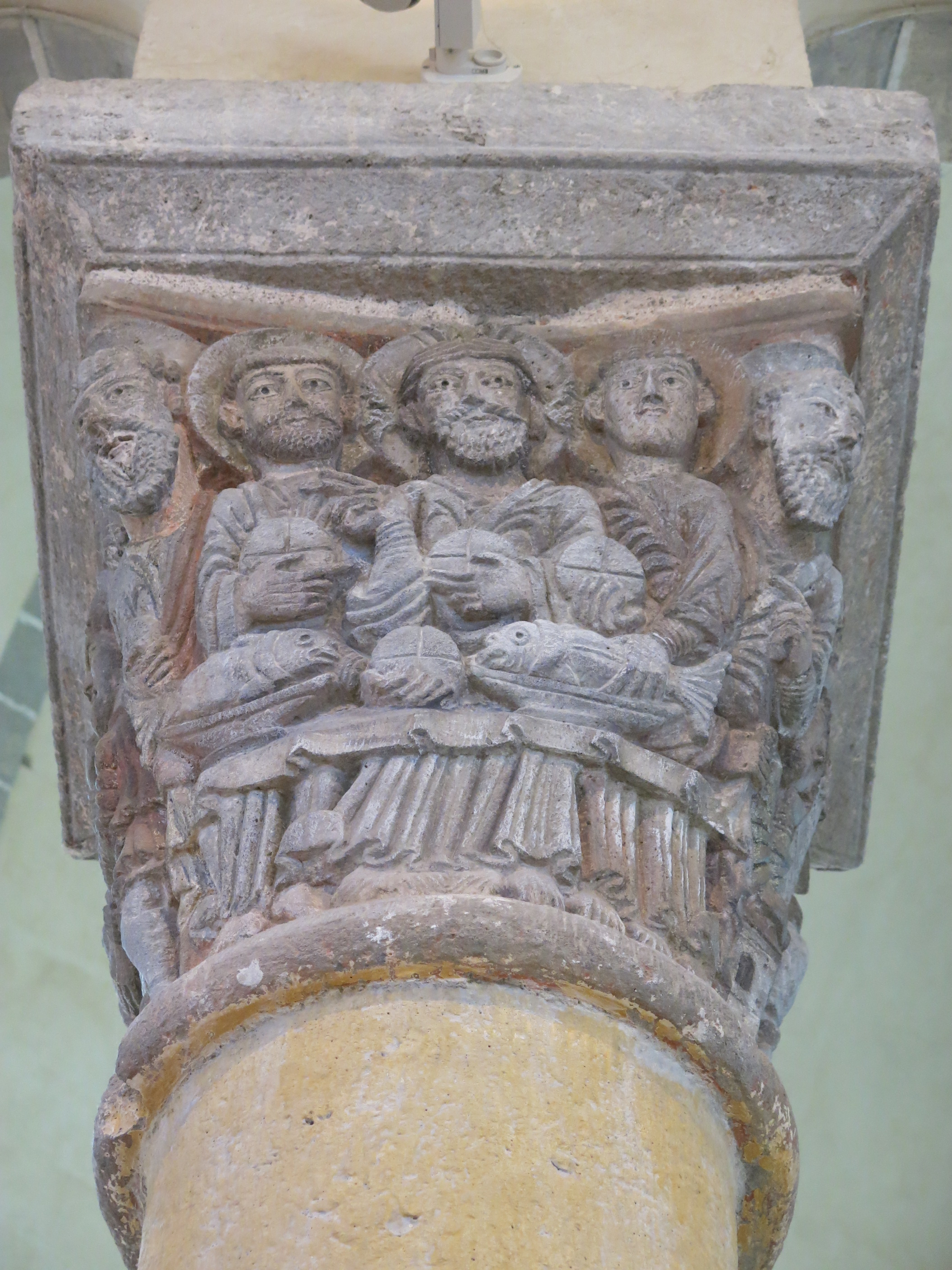
Reliefdarstellung: Jesus und die Jünger mit Broten und zwei Fischen an einem Säulenkapitell in der romanischen Kirche St-Nectaire (Saint-Nectaire) in Frankreich

Der Topos der wundersamen Brotvermehrung wurde in der christlichen Ikonographie auf vielfache Weise dargestellt. Sowohl das Wunder der Brotvermehrung selbst als auch die vermehrten Speisen Brot und Fisch gelten als Symbol der Eucharistie.